# L'Aveuglement
L'Aveuglement (en portugais Ensaio sobre a cegueira) est un roman de l'écrivain portugais et prix Nobel de littérature José Saramago. Il est paru en 1995 et aborde les conséquences de la cécité de l'ensemble d'un pays. Ce roman a été adapté au cinéma en 2008 pour le film Blindness de Fernando Meirelles.

## Résumé
Se déclare une épidémie foudroyante de cécité.  Les premières victimes sont mises en quarantaine sur une base gardée par l'armée mais, en l'absence de remède, la mesure prophylactique  ne suffit pas : en l'espace de quelques mois, tout le pays est aveugle, à l'exception d'un des personnages principaux ; la société cesse de fonctionner.
Le roman suit un ensemble de protagonistes au départ parqués sur la base puis vagabondant dans une ville aveugle en proie au chaos.

## Thèmes
L'ouvrage met en valeur la perte des principes civilisés d'humains luttant pour leur survie, un thème que l'on retrouve dans La Peste d'Albert Camus.  La déshumanisation est particulièrement marquée à l'aide d'un effet de style particulier : tout au long de l'œuvre, les personnages ne sont jamais nommés (« Les aveugles n'ont pas de nom. ») et sont décrits par une caractéristique de leur rôle dans l'histoire (par exemple, « La femme du docteur » ou « Le premier aveugle »).  Toutefois, cette absence de noms propres se retrouve dans d'autres œuvres du romancier, comme Tous les noms (Todos os nomes) ou La Caverne (A Caverna).
Le roman analyse aussi la modification des relations sociales dans un groupe lorsque l'un des sens principaux, la vue, fait défaut. On se reportera d'ailleurs à l'article éclairant de Gregory Mion qui examine la dimension "visionnaire" de la situation.
Les conséquences sur le fonctionnement de la société sont également évoquées ; il s'agit d'un thème abordé dans un roman de science-fiction de John Wyndham, Le Jour des Triffides publié en 1951.

## Style
Le roman utilise de longues phrases dépourvues des signes de ponctuation usuels ; les prises de parole des dialogues séparées par des virgules transmettent l'impression d'un va-et-vient.  Ce style se retrouve dans d'autres romans de José Saramago.

## Éditions du roman
- (pt) Ensaio sobre a Cegueira, Lisbonne, éd. Caminho, 1995,  (ISBN 9-72211-021-7)
- (fr) L'Aveuglement, Paris, Éditions du Seuil, 1997,  (ISBN 2-02-028952-0)